# Podhradní Lhota
Podhradní Lhota (in tedesco Podhradni Lhotta) è un comune della Repubblica Ceca facente parte del distretto di Kroměříž, nella regione di Zlín.